# Newton Heath LYR F.C. mùa bóng 1891–92
Mùa giải 1891-92 là mùa giải thứ ba và là mùa giải cuối cùng của Newton Heath LYR trong Liên minh bóng đá Football Alliance. Đội bóng áp dụng cuộc tuyển cử vào Football League vào cuối mùa giải, và do Đội bóng kết thúc vị trí thứ hai trong Liên minh bóng đá Football Alliance, Liên đoàn chấp nhận lời yêu cầu. Câu lạc bộ cũng đã tham gia vào Cup FA và đạt đến vòng loại thứ tư; tham gia Senior Cup Lancashire và đã bị loại bởi Bury ở vòng đầu tiên; tham gia Manchester Senior Cup và đến vòng bán kết trước khi bị loại bởi Bolton Wanderers.

## Football Alliance
| Thời gian            | Đối thủ                | H/A | Tỷ số Bt-Bb | Cầu thủ ghi bàn                                                     | Số lượng khán giả |
| -------------------- | ---------------------- | --- | ----------- | ------------------------------------------------------------------- | ----------------- |
| 12 tháng 9 năm 1891  | Burton Swifts          | A   | 2 – 3       | Donaldson, Farman                                                   | 2.000             |
| 19 tháng 9 năm 1891  | Bootle                 | H   | 4 – 0       | Farman, Edge (3)                                                    | 5.000             |
| 26 tháng 9 năm 1891  | Birmingham St George's | A   | 3 – 1       | Donaldson (2), Stewart                                              | 300               |
| 10 tháng 10 năm 1891 | Ardwick                | H   | 3 – 1       | Donaldson, Farman (2)                                               | 4.000             |
| 17 tháng 10 năm 1891 | Grimsby Town           | A   | 2 – 2       | Donaldson (2)                                                       | 3.000             |
| 31 tháng 10 năm 1891 | Burton Swifts          | H   | 3 – 1       | J. Doughty, Edge, Farman                                            | 4.000             |
| 7 tháng 11 năm 1891  | Crewe Alexandra        | A   | 2 – 0       | Donaldson, Stafford (o.g.)                                          | 3.000             |
| 21 tháng 11 năm 1891 | Lincoln City           | H   | 10 – 1      | Donaldson (3), Hood (2), Stewart (2), Sneddon, Farman, Bates (o.g.) | 6.000             |
| 28 tháng 11 năm 1891 | Walsall Town Swifts    | A   | 4 – 1       | Farman, Donaldson (3)                                               | 2.500             |
| 12 tháng 12 năm 1891 | Sheffield Wednesday    | A   | 4 – 2       | Farman (2), Owen, Sneddon                                           | 4.000             |
| 19 tháng 12 năm 1891 | Ardwick                | A   | 2 – 2       | Farman (2)                                                          | 13.000            |
| 26 tháng 12 năm 1891 | Small Heath            | H   | 3 – 3       | Edge (2), Farman                                                    | 7.000             |
| 1 tháng 1, 1892      | Nottingham Forest      | H   | 1 – 1       | Edge                                                                | 12.000            |
| 9 tháng 1, 1892      | Bootle                 | A   | 1 – 1       | Hood                                                                | 2.000             |
| 30 tháng 1, 1892     | Crewe Alexandra        | H   | 5 – 3       | Donaldson (3), Sneddon, R. Doughty                                  | 3.000             |
| 20 tháng 2 năm 1892  | Sheffield Wednesday    | H   | 1 – 1       | Hood                                                                | 6.000             |
| 27 tháng 2 năm 1892  | Small Heath            | A   | 2 – 3       | Farman, Sneddon                                                     | 3.000             |
| 5 tháng 3 năm 1892   | Walsall Town Swifts    | H   | 5 – 0       | Farman (2), Sneddon (2), McFarlane                                  | 3.500             |
| 19 tháng 3 năm 1892  | Nottingham Forest      | A   | 0 – 3       |                                                                     | 9.000             |
| 26 tháng 3 năm 1892  | Grimsby Town           | H   | 3 – 3       | Donaldson (2), Farman                                               | 6.000             |
| 2 tháng 4 năm 1892   | Lincoln City           | A   | 6 – 1       | Sneddon, Mathieson, không rõ, không rõ, không rõ, không rõ          | 2.000             |
| 9 tháng 4 năm 1892   | Birmingham St George's | H   | 3 – 0       | Donaldson (2), Hood                                                 | 4.000             |

| # | Câu lạc bộ        | Tr | T  | H | B | Bt | Bb | Hs | Điểm |
| - | ----------------- | -- | -- | - | - | -- | -- | -- | ---- |
| 1 | Nottingham Forest | 22 | 14 | 5 | 3 | 59 | 22 | 37 | 33   |
| 2 | Newton Heath      | 22 | 12 | 7 | 3 | 69 | 33 | 36 | 31   |
| 3 | Small Heath       | 22 | 12 | 5 | 5 | 53 | 36 | 17 | 29   |

## Cúp FA
| Thời gian            | Vòng đấu           | Đối thủ     | H/A | Tỷ số Bt-Bb | Cầu thủ ghi bàn                       | Số lượng khán giả |
| -------------------- | ------------------ | ----------- | --- | ----------- | ------------------------------------- | ----------------- |
| 3 tháng 10 năm 1891  | Vòng loại đầu tiên | Ardwick     | H   | 5 – 1       | Farman (2), Edge, Sneddon, R. Doughty | 11.000            |
| 24 tháng 10 năm 1891 | Vòng loại thứ hai  | Heywood     | H   | 3 – 2       | Owen, Farman, Henrys                  |                   |
| 14 tháng 11 năm 1891 | Vòng loại thứ ba   | South Shore | A   | 2 – 0       | J. Doughty, Farman                    | 2.000             |
| 5 tháng 12 năm 1891  | Vòng loại thứ tư   | Blackpool   | H   | 3 – 4       | Edge (2), Farman                      | 4.000             |

## Lancashire Senior Cup
| Ngày               | Vòng đấu | Đối thủ | H/A | Tỷ số Bt-Bb | Cầu thủ ghi bàn | Số lượng khán giả |
| ------------------ | -------- | ------- | --- | ----------- | --------------- | ----------------- |
| 6 tháng 2 năm 1892 | Vòng 1   | Bury    | H   | 2 – 3       | Sneddon, Farman | 6.000             |

## Manchester Senior Cup
| Ngày                | Vòng đấu | Đối thủ          | H/A       | Tỷ số Bt-Bb | Cầu thủ ghi bàn             | Số lượng khán giả |
| ------------------- | -------- | ---------------- | --------- | ----------- | --------------------------- | ----------------- |
| 13 tháng 2 năm 1892 | Vòng 3   | West Manchester  | H         | 3 – 1       | Stewart, Donaldson, Sneddon |                   |
| 12 tháng 3 năm 1892 | Bán kết  | Bolton Wanderers | Hyde Road | 1 – 3       | Edge                        |                   |